# ベルニナ急行

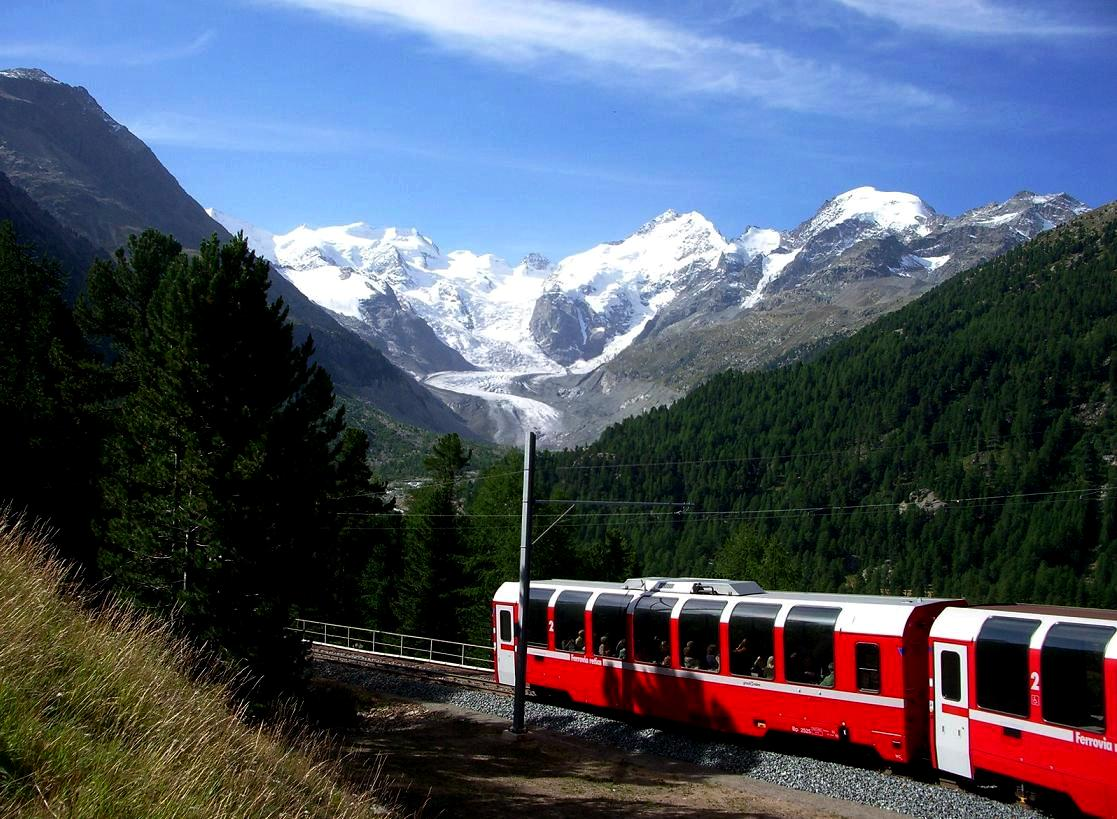
ベルニナ急行とベルニナ山脈

ベルニナ急行（ベルニナ・エクスプレス / Bernina Express）は、スイス、グラウビュンデン州を中心に路線網を持つレーティッシュ鉄道が運行する特急列車および特急車両（パノラマ車両）の総称である。ベルニナ特急と訳されることもある。
列車によりサン・モリッツ＝ティラーノ（イタリア）間を結ぶベルニナ線のみを走るもの、クールからアルブラ線を経由してベルニナ線へ乗り入れるもの、ダヴォスからアルブラ線に乗り入れ、ベルニナ線へ結んで走るものなどがある。

## 概要
ベルニナ・エクスプレスのメインルートは、サン・モリッツ、クール、ダヴォス、いずれが発着駅の場合でもすべての共通区間となるベルニナ線となる。4000ｍ級のベルニナアルプス、雄大な氷河、きらめく山上湖などの景観が広がり、スイスを代表する絶景ルートのひとつである。
ベルニナ・エクスプレスは、1等、2等ともにパノラマカーと呼ばれる特別展望車両で運行する。全席座席指定となり、乗車券とは別に座席予約（有料）が必要になる。ベルニナという名前は、列車が2253mに到達する高地にあるベルニナ峠からきている。ここからティラーノまでの最急勾配は72パーミルである。
夏季ダイヤは例年5月中旬から10月下旬まで。冬季ダイヤは例年12月中旬から5月中旬までとなる。走行時間は、サン・モリッツ＝ティラーノ間が約2時間20分。クール＝ティラーノ間が約4時間20分。ダヴォス＝ティラーノ間が約3時間45分。4月から10月下旬の間は、イタリアのティラーノからスイスのルガーノまでベルニナ・エクスプレスの乗客のみが利用できる特別接続バスが運行されている。

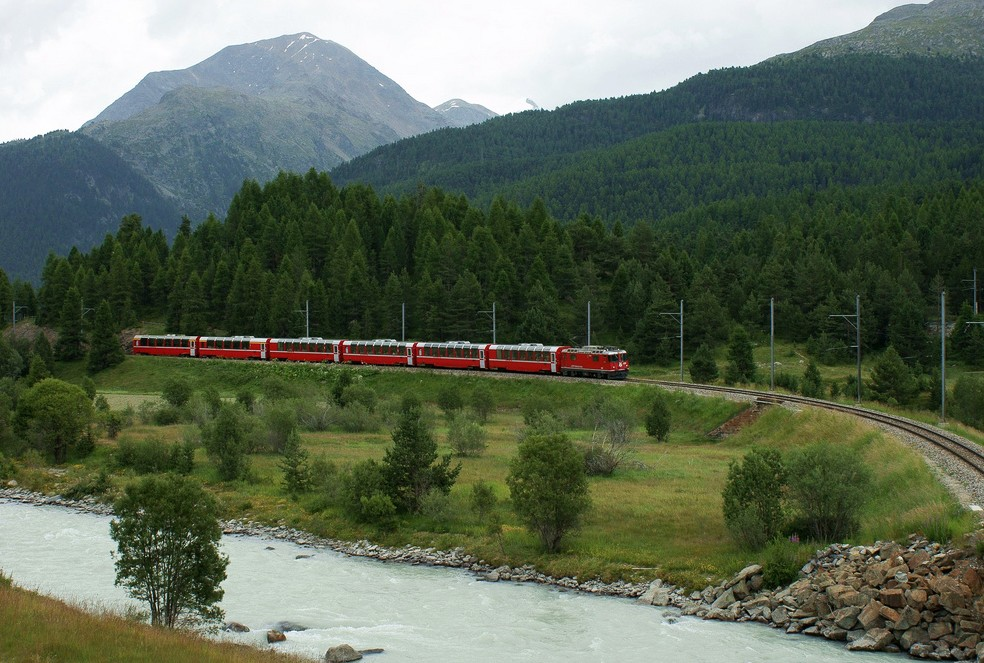
ポントレジーナ近郊

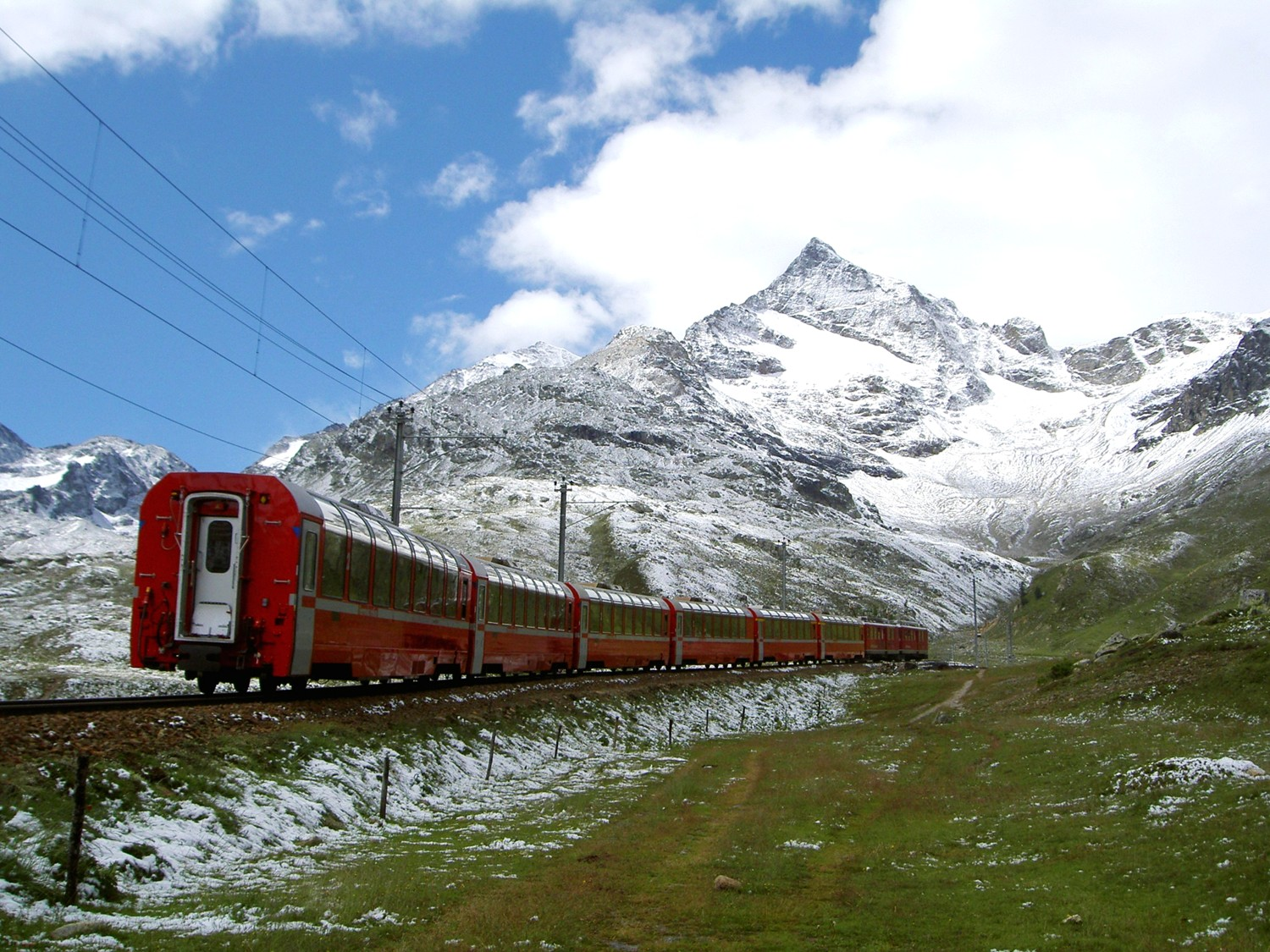
Val Bernina

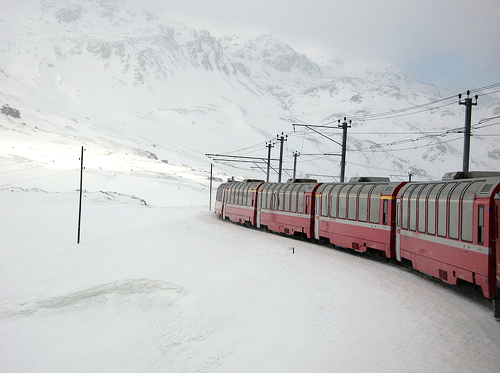
ベルニナ峠

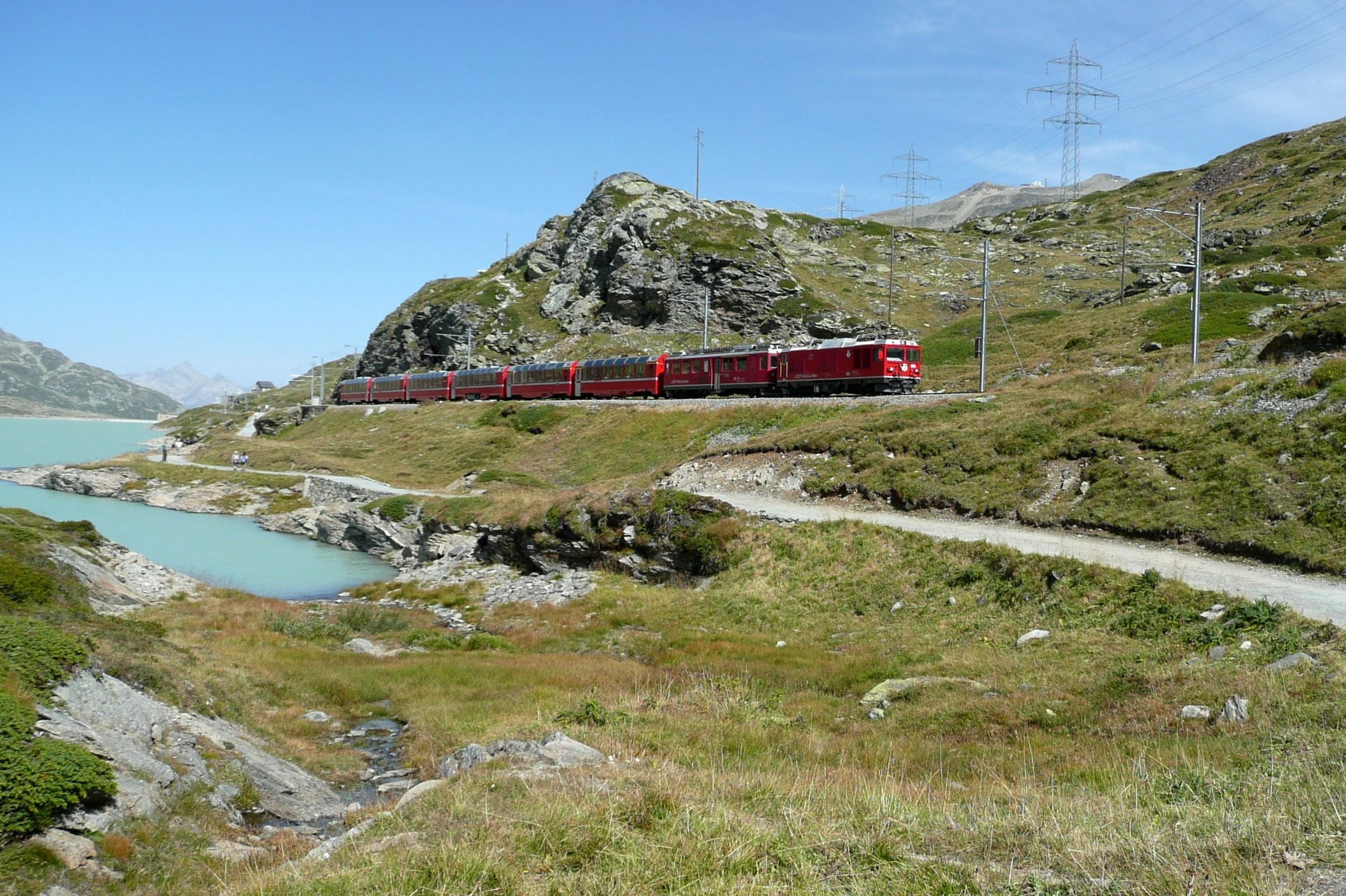
ラーゴ・ビアンコ

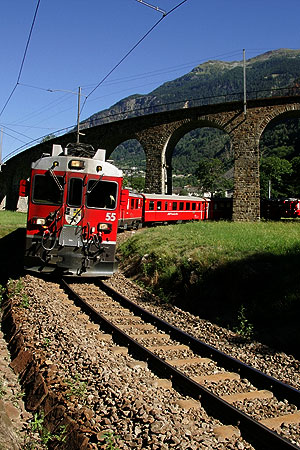
ブルージオ橋

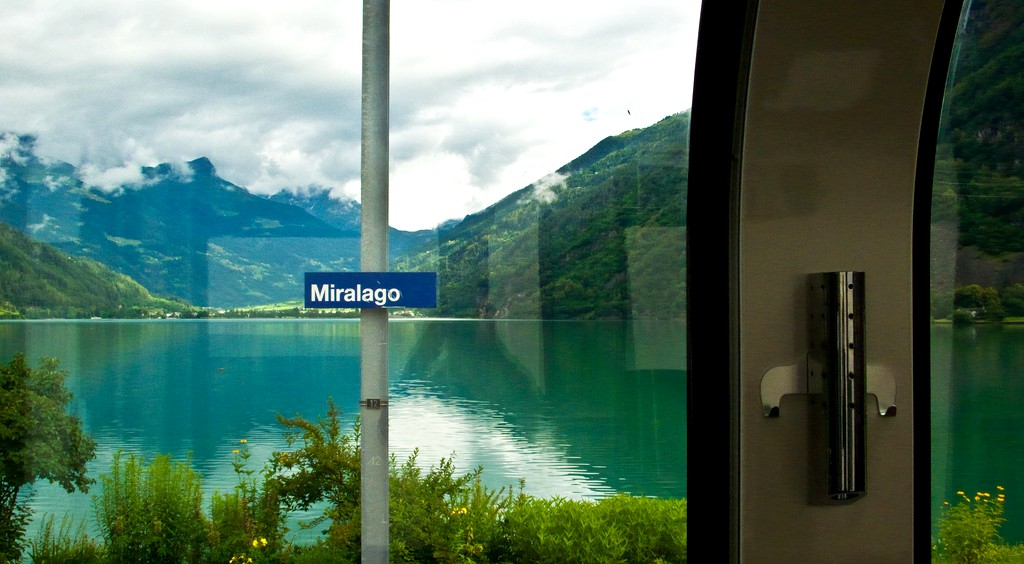
ポスキアーヴォ湖 (列車の中から)

### 全ての停車駅
- クール
- Domat/Ems
- ライヒェナウ・タミンス(Reichenau-Tamins)
- トゥージス(Thusis)
- Tiefencastel
- フィリズール(Filisur)
- ベルギューン(Bergün/Bravuogn)
- プレダ(Preda)
- サメーダン(Samedan)
- サン・モリッツ(St. Moritz)
- ポントレジーナ(Pontresina)
- Morteratsch
- ベルニナ・ディアヴォレッツァ
- オスピツィオ・ベルニナ
- アルプ・グリュム(Alp Grüm)
- ポスキアーヴォ(Poschiavo)
- Le Prese
- ティラーノ (Tirano)(イタリア)